# Redkey
Redkey is een plaats (town) in de Amerikaanse staat Indiana, en valt bestuurlijk gezien onder Jay County.

## Demografie
Bij de volkstelling in 2000 werd het aantal inwoners vastgesteld op 1427.
In 2006 is het aantal inwoners door het United States Census Bureau geschat op 1416, een daling van 11 (-0,8%).

## Geografie
Volgens het United States Census Bureau beslaat de plaats een oppervlakte van
2,4 km², geheel bestaande uit land. Redkey ligt op ongeveer 293 m boven zeeniveau.

## Plaatsen in de nabije omgeving
De onderstaande figuur toont nabijgelegen plaatsen in een straal van 20 km rond Redkey.